# Jean Delvainquière
Jean Delvainquière, né le 20 avril 1912 à Wattrelos (Nord) et mort le 13 mai 1971 dans la même ville, est un homme politique français. 

## Détail des fonctions et des mandats
Mandats locaux
- Maire de Wattrelos
- Conseiller général du canton de Roubaix-Nord

Mandat parlementaire
- 25 novembre 1962 - 2 avril 1967 : Député de la 8e circonscription du Nord